# Azophi (månkrater)
Azophi är en nedslagskrater i de fårade högländerna på den södra hemisfären av månen. Den är uppkallad efter As-Sufi.
Azophi sitter samman med den nodöstut liggande kraterkammen på kratern Abenezra.

## Satellitkratrar
På månkartor är dessa objekt genom konvention identifierade genom att placera ut bokstaven på den sida av kraterns mittpunkt som är närmast kratern Azophi.
| Azophi | Latitud | Longitud | Diameter |
| ------ | ------- | -------- | -------- |
| A      | 24.4° S | 11.2° Ö  | 29 km    |
| B      | 23.6° S | 10.6° Ö  | 19 km    |
| C      | 21.8° S | 13.1° Ö  | 5 km     |
| D      | 24.3° S | 13.4° Ö  | 9 km     |
| E      | 23.5° S | 13.8° Ö  | 5 km     |
| F      | 22.2° S | 13.9° Ö  | 6 km     |
| G      | 23.9° S | 12.3° Ö  | 53 km    |
| H      | 25.5° S | 11.8° Ö  | 21 km    |
| J      | 21.2° S | 13.1° Ö  | 8 km     |